# Coelotes septus
Coelotes septus är en spindelart som beskrevs av Wang et al. 1990. Coelotes septus ingår i släktet Coelotes och familjen mörkerspindlar. Inga underarter finns listade i Catalogue of Life.